# Dahra (Sénégal)
Pour les articles homonymes, voir Dahra.

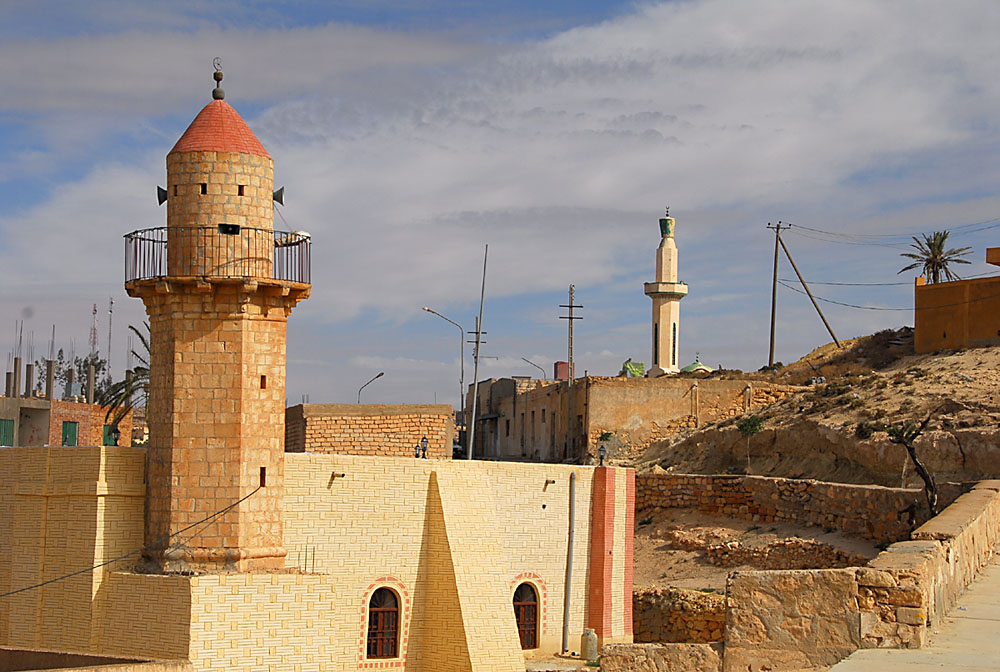
La mosquée.

Dahra (parfois Dara ou Dahra Djoloff) est une ville du nord-ouest du Sénégal.
Dahra polarise les villages :Nguet, Mérina, Bouguerha, Loumbel, Ndogondou, Pass Bakhale, Som, Sine,  Ndiakhaye, Thiarni, Ndiobene Dahra, Ndiossi, Ndiarno, Ngaraff, Thileu,mboula,ndothie, louguérén thioli, warkhokh,thiel,doli,dodji,mbethie.

## Histoire
Selon les dires, le nom de la ville est venu d'un maître coranique qui s'y est installé avec ses disciples. Ce dernier, du nom de Mayoro Mbaye, est l'ancêtre de la famille Mbaye établie au nord de la ville dans le quartier Dahra Mbayène. Il y était avec son frère cadet du nom de Babacar Famody Ndao qui s'occupa des affaires temporelles... Ils y ont reçu le grand érudit serigne Falilou Mbacké, khalife à son temps de Touba (70 km). Au moment de formuler des prières pour la communauté, celui-ci dira simplement que Dahra se fera seul (Daara moy defar bopam).
C'est aussi une ville où se retrouvent toutes les grandes lignes de l'histoire du Sénégal dans la mesure où elle reste un élément important de l'empire du Djolof.

## Administration
Dahra est érigée en commune depuis 1990. Elle est rattachée au département de Linguère dans la région de Louga.

## Géographie
Superficie: 15,99 km2 
Les localités les plus proches sont Nguet, Bouguerha, Loumbel, Ndogondou, Pass  Bakhale, Som, Sine, Ndiakaye, Thiarni, Ndiobene Dahra, Ndiossi, Ndiarno, Ngaraff, Thileu. 

### Population
Lors du recensement de 2002, Dahra comptait 26 486 habitants. En 2007, selon les estimations officielles, la population serait de 30 896 personnes.

### Économie
Étant une ville dont les majorités de la population sont les wolofs et les Peuls avec d'importants groupes Maures, Dahra doit son développement à l'importance du commerce de bétail qui donne rendez-vous chaque dimanche à tous les pays de la sous-région, l'un des plus grands marchés hebdomadaires de l'Afrique de l'Ouest. Elle joue un rôle primordial dans l'approvisionnement en bétail de tout le pays
La ville abrite en outre un Centre de recherches zootechniques (CRZ) créé avant l'indépendance. C'est là que se trouve le haras national qui sert de vivier aux courses hippiques.
La ville de Dahra bénéficie d'un climat sahélien sec avec une végétation steppique. Elle est comme les villes du Nord et Centre du Sénégal victime de la  désertification de l'ensablement grandissants.

## Personnalités liées à Dahra
- Alboury Ndiaye
- Bouna Alboury Ndiaye
- Ali Saleh, ancien maire de la ville
- Pape Aliou Sarr,ancien maire de la ville
- ElHadji Coumba Diouf Ndiaye
- Mbaye Penda Dioum
- Gorgui Alioune Sakho
- Ibra Magaye Sall
- Sarr Djouti